# 扎普柳西耶
扎普柳西耶（羅馬化：Zaplyusʹye）是俄罗斯普斯科夫州的市级镇、普柳萨区第二大聚居地，也是该区除行政中心普柳萨外的另外一座市级镇。地处普斯科夫州东北边境，位于区行政中心普柳萨东、州府普斯科夫东北方，北侧和东侧紧靠普斯科夫州与列宁格勒州的州界。
该地2022年人口有822人；2010年人口1,096；2002年人口1,393；1989年人口1,896。